# Hans van Keken
H.R.M. (Hans) van Keken (Amersfoort, 1947) is een Nederlands socioloog en schrijver.
Van Keken studeerde sociologie aan de Universiteit van Amsterdam, waar hij in 1979 afstudeerde op het onderwerp De Sociogenese van de begrippen beschaafd en beschaving. Schrijver van veel leerboeken over informatica, basisboekjes over DOS, WordPerfect, Internet Explorer e.d. Daarnaast schreef hij een boekje over de oorsprong van het apenstaartje. Zijn specialisatie als docent op de Hogeschool Utrecht - waaraan hij meer dan 30 jaar was verbonden - betrof praktijkonderzoek, met in het bijzonder de probleemstelling daarbij. Dat resulteerde in het boek Voor het Onderzoek. Met de probleemstelling, later door hem de onderzoekskwestie genoemd, is niet bedoeld een vraagstelling, maar de beschrijving van een afgebakend beroepsrelevant vraagstuk.
Van Keken is in 2012 met pensioen gegaan. Zijn afscheidscollege is bewerkt tot het boek Helende Kunsten. Het behandelt de oorsprong van het gebruik van muziek, drama en beeldende kunst voor het geestelijk welzijn.
- International Standard Name Identifier: 0000 0003 9120 7308
- Nederlandse Thesaurus van Auteursnamen: 134430093
- Virtual International Authority File: 284977621
- WorldCat: E39PBJc84MrFmTPvMJWpkPwHmd